# Хуан Карлос Гарсія (гондураський футболіст)
Хуан Карлос Гарсія (ісп. Juan Carlos García, нар. 8 березня 1988, Тела — 8 січня 2018, Тегусігальпа) — гондураський футболіст, захисник.

## Клубна кар'єра
Народився 8 березня 1988 року в місті Тела. Вихованець футбольної школи клубу «Мотагуа».
У дорослому футболі дебютував 2007 року виступами за команду клубу «Марафон», в якій провів три сезони, взявши участь у 53 матчах чемпіонату.
Своєю грою за цю команду привернув увагу представників тренерського штабу клубу «Олімпія», до складу якого приєднався 2010 року. Відіграв за клуб з Тегусігальпи наступні три сезони своєї ігрової кар'єри. Більшість часу, проведеного у складі «Олімпії», був основним гравцем захисту команди.
До складу клубу «Віган Атлетік» приєднався 2013 року. 10 серпня 2014 року Гарсія перейшов в клуб іспанської Сегунди «Тенеріфе», проте в обох клубах не зміг пробитись до основи.
16 лютого 2015 було оголошено, що Гарсія хворий лейкемію. 9 січня 2018 року Гарсія помер після трьох років боротьби з лейкемією.

## Виступ за збірну
Гарсія дебютував за збірної Гондурасу у липні 2009 на Золотому кубку КОНКАКАФ у матчі проти Гренада.
Свій єдиний гол Гарсія забив ударом через себе у матчі проти США. Він представляв свою країну на 4 кваліфікаціях на чемпіонати світу, а також на Золотих кубках КОНКАКАФ 2009 2011 та 2013 років.
Був включений до складу збірної на Чемпіонат світу 2014 у Бразилії. Загалом Гарсія зіграв 39 матчів, забивши 1 гол.

### Гол за збірну
| № | Дата          | Місце                                           | Суперник | Рахунок | Результат | Турнір                  |
| - | ------------- | ----------------------------------------------- | -------- | ------- | --------- | ----------------------- |
| 1 | 6 лютого 2013 | Олімпіко Метрополітан, Сан-Педро-Сула, Гондурас | США      | 1:1     | 2:1       | Кваліфікація на ЧС-2014 |

## Виступи за збірну
2009 року дебютував в офіційних матчах у складі національної збірної Гондурасу. Наразі провів у формі головної команди країни 33 матчі, забивши 1 гол.
Включений до складу збірної для участі у фінальній частині чемпіонату світу 2014 року у Бразилії.

## Титули і досягнення
- Переможець Центральноамериканського кубка: 2011